# Međunarodna komisija za zaštitu Dunava
Međunarodna komisija za zaštitu Dunava je međunarodna organizacija sa sjedištem u Beču čiji je cilj očuvanje okoliša rijeke Dunav. Rad ove organizacije temelji se na Konvenciji za zaštitu Dunava koja je pravni dokument o suradnji i međudržavnom upravljanju rijekom.
Komisija se sastoji od 13 europskih zemalja, dio kojih su i članice Europske unije. Zemlje članice su:
- Njemačka
- Austrija
- Bugarska
- Bosna i Hercegovina
- Češka
- Hrvatska
- Mađarska
- Moldavija
- Rumunjska
- Srbija
- Slovenija
- Slovačka
- Ukrajina

Uz ovu organizaciju postoji i Dunavska komisija, čije je djelovanje većinom usredotočeno na plovidbu Dunavom.

## Vanjske poveznice
- (engl.) Službena stranica